# Mastika

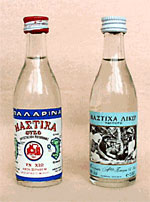
Po lewej mastikowe uzo, po prawej właściwa mastika

Mastika (gr. μαστίχα, μαστιχάτο; czyt. mastícha, masticháto) – popularny słodki likier z greckiej wyspy Chios, który produkowany jest poprzez połączenie destylatu kryształów mastyksu (żywicy z śródziemnomorskiego drzewa pistacji kleistej) z czystym alkoholem i cukrem. Jest tradycyjnym greckim produktem, a na wyspie, z której pochodzi, spożywa się go od stuleci. Jego nazwa pochodzi od mastyksu; w języku greckim nazwy mastiki i mastyksu brzmią tak samo i są identycznie zapisywane. 

## Wytwarzanie
Drzewa pistacji kleistej nacina się u podstawy, aby umożliwić zebranie wypływającej żywicy, która spływa na ziemię. Aby chronić żywicę przed zanieczyszczeniami i ułatwić jej zbieranie po wyschnięciu, posypuje się ją węglanem wapnia. Po skrystalizowaniu żywica przekształca się w twarde kryształy, które następnie są wykorzystywane w procesie destylacji (niekiedy uprzednio przerabia się je na proszek). Substancję powstałą w wyniku destylacji łączy z czystym alkoholem i cukrem, tworząc likier. Jest to tradycyjna metoda produkcji tego napoju, która dalej jest powszechnie stosowana przy jego tworzeniu. 